# ريموندس فايكوليس
ريموندس فايكوليس (باللاتفية: Raimonds Vaikulis)‏ مواليد 4 فبراير 1980 في بريلي، هو لاعب كرة سلة لاتفي. بدأ مسيرته الاحترافية في سنة 1998. يلعب في دوري لاتفيا لكرة السلة. يحمل الرقم 31. يبلغ طوله 6 قدم 3 بوصة (1.9 م).

## المسيرة الاحترافية
لعب مع نادي دينامو موسكو لكرة السلة في موسم 2001–2002، ثم لعب مع نادي فينتسبيلس لكرة السلة من سنة 2005 إلى 2007، ثم لعب مع ليبايا لوفاس في موسم 2008–2009، ثم لعب مع راكفيره تارفاس في سنة 2011.

## الإنجازات
- 2003-04 كأس روسيا لكرة السلة
- 2005-06 دوري لاتفيا لكرة السلة (نادي فينتسبيلس لكرة السلة)

## روابط خارجية
- ريموندس فايكوليس على موقع الاتحاد الدولي لكرة السلة (الإنجليزية)
- ريموندس فايكوليس على موقع الدوري الأوروبي لكرة السلة (الإنجليزية)
- ريموندس فايكوليس على موقع كرة السلة الأوروبية.كوم (الإنجليزية)
- ريموندس فايكوليس على موقع ريلجم (الإنجليزية)
- ريموندس فايكوليس على موقع بروبوليرز (الإنجليزية)
- ريموندس فايكوليس على موقع سبورتس رفرنس (الإنجليزية)